# اسکار اسپیتن-نایسائتر
اسکار اسپیتن-نایسائتر (انگلیسی: Oskar Spiten-Nysæter؛ زادهٔ ۲۹ اوت ۲۰۰۷) بازیکن فوتبال اهل نروژ است که در حال حاضر برای باشگاه فوتبال استابک بازی می‌کند.

## دوران باشگاهی
اسکار اسپیتن-نایسائتر محصول جوانان باشگاه محلی آسکر است و در سال ۲۰۲۱ به آکادمی استابک پیوست. او در ۲۹ اوت ۲۰۲۲ اولین قرارداد حرفه‌ای خود را با استابک امضا کرد. در ۲۰ سپتامبر ۲۰۲۳، او قرارداد خود را با باشگاه تا سال ۲۰۲۶ تمدید کرد.
اسکار در ۲۹ اکتبر ۲۰۲۳ در یک تساوی ۲–۲ در برابر سارپس‌بورگ ۰۸ به عنوان بازیکن اصلی به میدان رفت و بدین ترتیب به جوان‌ترین بازیکن تاریخ استابک تبدیل شد و در سن ۱۶ سال و ۶۱ روزگی، اولین بازی حرفه‌ای خود را انجام داد.

## دوران ملی
وی همچنین در تیم‌های ملی فوتبال زیر ۱۵، ۱۶ و ۱۷ سال نروژ بازی کرده است.